# Jérémie Aliadière
Jérémie Aliadière, född den 30 mars 1983 i Rambouillet, är en fransk före detta fotbollsspelare.

## Karriär
Aliadière började sin fotbollskarriär i den berömda Clairefontaine akademin. Som 16-åring värvades han av Arsenal och gick med i deras ungdomsakademi. Efter två år tog han steget upp till A-lagstruppen. Det var i Arsenal som han fostrtades till den spelare han är idag. Efter 9 år i föreningen värvades Aliadière till Middlesbrough. Han tillhörde Middlesbrough FC från 2007 till 2011. Under säsongen 2005/06 var han utlånad till Celtic, West Ham United och Wolverhampton Wanderers. Den 30 juni 2010 lämnade han Middlesbrough då han inte ville förlänga kontraktet med klubben. I mars 2011 återvände Aliadière till Arsenal för att försöka få tillbaka formen. Den 29 mars 2011 spelade han, tillsammans med nysignade Jens Lehmann, en reservlagsmatch för Arsenal mot Wigan, förlust 2-1. Även under maj tränade han med klubben. Aliadière har gjort sju framträdanden och ett mål för Frankrikes U21-landslag.   

### Lorient
Den 5 juli 2011 gick Aliadière till Lorient på free transfer och skrev på ett ettårskontrakt med klubben med möjlighet att förlänga till tre.
I september 2016 värvades han för andra gången av Lorient.